# Trachemys stejnegeri
Trachemys stejnegeri är en sköldpaddsart som beskrevs av den amerikanske zoologen Karl Patterson Schmidt 1928. Trachemys stejnegeri ingår i släktet Trachemys och familjen kärrsköldpaddor. IUCN kategoriserar arten globalt som nära hotad.
Arten förekommer på Bahamas, Hispaniola, Puerto Rico och på mindre öar i samma region.

## Underarter
Arten delas in i följande underarter:
- T. s. stejnegeri
- T. s. malonei
- T. s. vicina